# Woodhurst
Woodhurst – wieś w Anglii, w hrabstwie Cambridgeshire, w dystrykcie Huntingdonshire. Leży 23 km na północny zachód od miasta Cambridge i 96 km na północ od Londynu.